# Суфентанил
Суфентанил — лекарственный препарат, синтетический опиоидный анальгетик.
Был синтезирован в 1974 г. и одобрен для внутривенного применения в 1984 г.

## Механизм действия
Агонист μ-опиоидных рецепторов. По химической структуре сходен с фентанилом и в несколько раз сильнее его.

## Показания
- Общая анестезия[2]
- Эпидуральная анестезия[2]
- Острая боль. Одобрен в 2018 г.[3] для сублингвального приёма[4][5]

## Противопоказания
- Гиперчувствительность